# 上海公交71路T2线
上海公交71路T2线，原编号835路，是由申昆路枢纽站经虹桥西交通中心回到申昆路枢纽站的单循环、接驳性质日间常规公交线路。
该线路是延安路中运量公交系统的一部分，也是接驳71路的公交线路之一，于2017年9月8日开线，单一票价2元。

## 开设背景
在延安路中运量公交系统的规划初期，主线路原本规划为直接进入虹桥综合交通枢纽的现代有轨电车系统（规划名为“延安路现代有轨电车示范线工程），后因条件不允许，故改为在申昆路临时枢纽站现状位置建设临时停车场，并改为准快速公交系统制式，新建无轨电车系统。
由于申昆路枢纽站距距离虹桥机场2号航站楼尚有近三公里，距离虹桥火车站约四公里，若需要从沪青平公路方向进入虹桥枢纽，则需要在沪青平公路上步行换乘其他公交线路。而由沪青平公路进入虹桥枢纽的线路间隔较长，如虹桥枢纽1路的间隔为高峰班次12-15分钟、低谷班次25分钟，与客流需求不相称，需要线路来填补空白。
与此同时，虹桥枢纽自2012年以来，公交客流日益巨大，出现部分长途往市区方向乘客在虹桥枢纽交通中心的终点站候车时，大量短途乘客积压在枢纽站，以至于挤不上公交车的情况，亟待有效措施进行疏解。
自延安路中运量公交系统工程开通以来，乘客多有呼吁，希望有关部门增设中运量系统的接驳线路，以便按原有规划与虹桥枢纽衔接，让乘客更方便往返虹桥枢纽乘坐高铁和飞机、长途汽车。

## 线路规划和开通
2017年5月，巴士集团向媒体表示，将新辟申昆路枢纽至虹桥枢纽的短驳环线，缓解虹桥机场2号航站楼、虹桥火车站的客流疏散压力。
当年6月，上海市城市交通运输管理处将线路与其他十条线路放在一起，进行了开线前的调整公示。
2017年8月，有关部门再次向媒体表示，未来的延安路中运量公交系统将形成主线、支线、接驳线组成的配套系统。其中“主线”即71路；“支线”是指能与71路中运量同站换乘的其他公交线（上海公交71路支线1、支线2），将采用“双开门”公交车；“接驳线”就是835路。
2017年9月8日，线路正式开线，申昆路枢纽内停靠位置并闵行33路，虹桥枢纽内停靠位置并虹桥枢纽1路，单一票价2元。
2019年10月26日，线路调整为服务虹桥机场2号航站楼及机场西侧机场工作区的线路，并更名为71路T2线。
2023年11月3日，线路延伸至丰虹路。

## 路线基本资料

### 线路走向

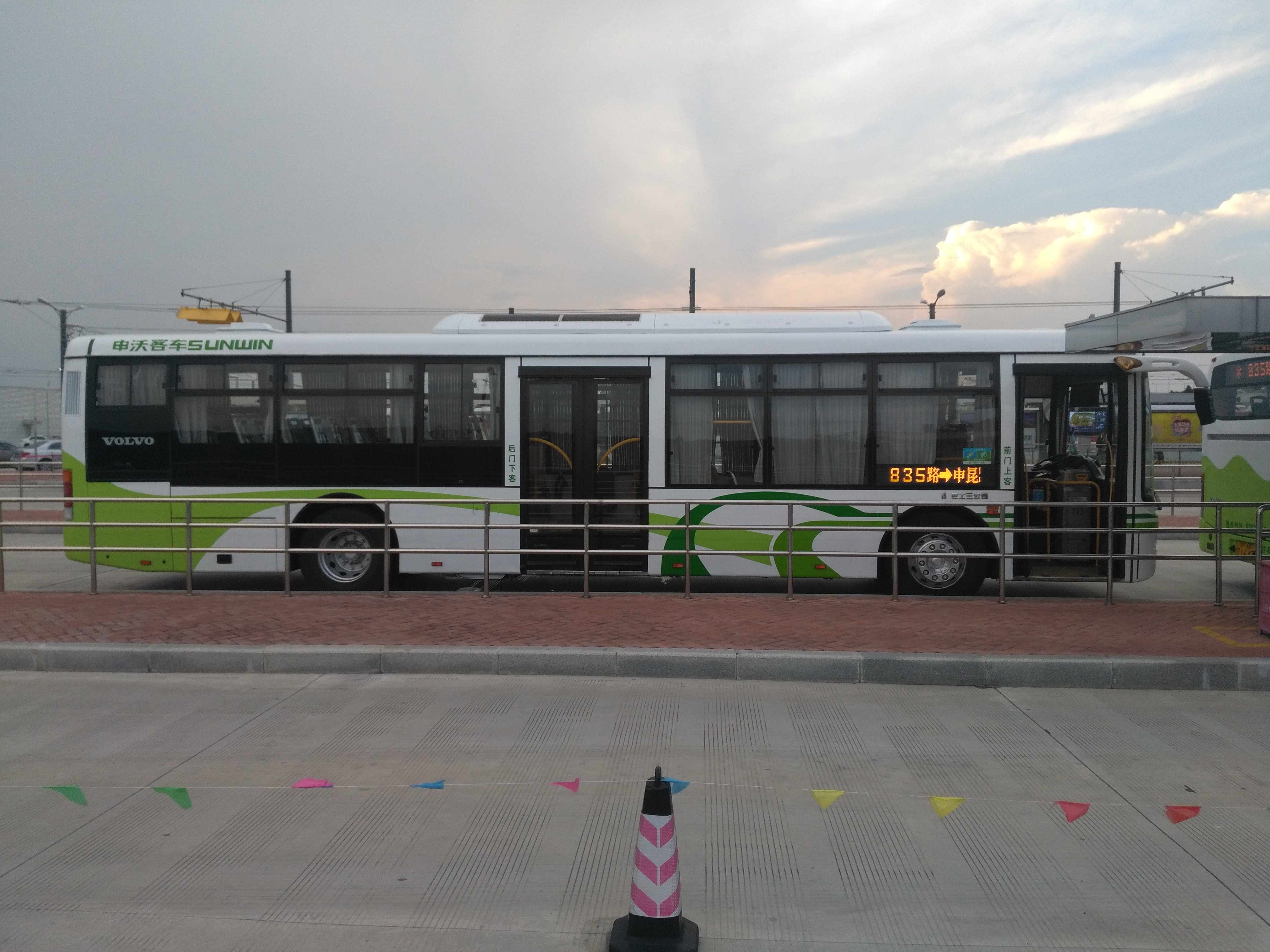
上海公交835路临时配车的侧面，该车辆原配属上海公交74路。

开线时，该线路从申昆路枢纽站起，经高虹路、七莘路、虹渝高架路、虹桥二号航站楼南出发层、虹桥火车站南出发层、西交通中心匝道、申贵路、虹桥西交通中心、申贵路、兰虹路、申长路、申兰路、申滨南路、申滨南路地道、申昆路、高虹路返回申昆路枢纽站，单圈8.8公里（将单循环开行一圈视作来返双程来计算，则平均单程运行4.4公里）。
2019年10月26日起，该线路更名并不再经过虹桥西交通中心及虹桥火车站，走向则改为自申昆路枢纽起，经高虹路、七莘路、申达一路、虹翔路至申达二路润虹路；随后回程，经润虹路、申昆路、高虹路至申昆路枢纽。
2023年11月3日起，走向改为自申昆路枢纽站起，经申昆路、温虹路、七莘路、申达二路、润虹路、申昆路至丰虹路，回程改为丰虹路起，经过申昆路、申兰路、申昆路、丰虹路、申昆路，至申昆路枢纽站止.

### 服务时间
- 申昆路枢纽站：06:00-22:00[3][17]
- 丰虹路：06:20-22:20[17]

各站点首末班车时间，参见下方的站点列表。

### 收费
全程单价RMB¥2，无人售票，线路实行公交换乘优惠。

### 71路T2线设站
| 站点名           | 首末班车 | 首末班车 | 换乘公交                                                       | 备注       |
| ---------------- | -------- | -------- | -------------------------------------------------------------- | ---------- |
| 申昆路枢纽站     | 06:00    | 22:00    | 71路、71区间、闵行33路A线/B线、沪朱专线、851路（原沪青盈专线） | 上行起点站 |
| 申昆路温虹路     |          |          |                                                                |            |
| 东航之家         |          |          |                                                                |            |
| 虹桥机场T2航站楼 |          |          |                                                                | 地面层     |
| 润虹路七莘路     |          |          |                                                                |            |
| 丰虹路           | 06:20    | 22:20    |                                                                | 下行起点站 |
| 申昆路润虹路     |          |          |                                                                |            |
| 虹桥东交通中心   |          |          |                                                                |            |
| 申昆路润虹路     |          |          |                                                                |            |
| 申昆路高虹路     |          |          |                                                                |            |
| 申昆路枢纽站     |          |          |                                                                |            |

### 原835设站
| 站点名                      | 首班车 | 末班车 | 备注                            |
| --------------------------- | ------ | ------ | ------------------------------- |
| 申昆路枢纽站                | 06:00  | 22:00  | 循环线起点站                    |
| 虹桥机场2号航站楼（下客站） | 06:08  | 22:08  | 虹桥机场2号航站楼南出发层下客站 |
| 虹桥西交通中心（下客站）    | 06:09  | 22:09  | 虹桥火车站（南出发层）下客站    |
| 虹桥西交通中心              | 06:16  | 22:16  | 并虹桥枢纽1路                   |
| 申昆路申滨南路              | 06:27  | 22:27  |                                 |
| 申昆路高虹路                | 06:28  | 22:28  |                                 |
| 申昆路枢纽站                | 不適用 | 不適用 | 循环线终点站                    |